# فربيون موشح
الفربيون الموشح أو زرق أو ملعلاقة أو مدينة أو خنيز (باللاتينية: Euphorbia peplis) نوع نباتي يتبع جنس الفربيون من الفصيلة اللبنية.

## الموئل والانتشار
ينتشر في في مناطق الوطن العربي المتوسطية والقوقاز ومعظم مناطق أوروبا.

## مرادفات للاسم العلمي
- (باللاتينية: Anisophyllum peplis (L.) Haw.)
- (باللاتينية: Chamaesyce peplis (L.) Prokh.)
- (باللاتينية: Tithymalus peplis (L.) Scop.)
- (باللاتينية: Chamaesyce maritima Gray)
- (باللاتينية: Euphorbia dichotoma Forssk.)
- (باللاتينية: Euphorbia rubescens Link)
- (باللاتينية: Tithymalus auriculatus Lam.)